# Mutant (Marvel Comics)
Dans l'univers Marvel de la maison d'édition Marvel Comics, un mutant est un être proche de l'homme possédant un « gène X » qui lui confère des super-pouvoirs.
Le terme scientifique utilisé dans les comics pour décrire cette espèce est Homo sapiens superior ou, plus simplement, Homo superior, ce qui signifie que les mutants sont le stade avancé de l'évolution après l’Homo sapiens (l'homme), bien que la véracité de cette affirmation est un sujet de débat au sein même de l'univers Marvel[réf. nécessaire].
Le concept moderne de mutants, en tant que sous-espèce indépendante, a été créé et utilisé par Marvel au début des années 1960 avec le scénariste Stan Lee.

## Historique de la publication
Officiellement, Namor, créé en 1939, est considéré comme le premier super-héros mutant publié par Marvel Comics, bien qu'il n'ait été décrit comme tel que plusieurs décennies après sa première apparition. Il en est de même de Toro, partenaire de la première Torche Humaine (l'androïde Human Torch), introduit en 1939[réf. souhaitée].
Le concept moderne de mutants en tant que sous-espèce indépendante est créé et utilisé par Marvel au début des années 1960, comme un moyen pour créer un grand nombre de super-héros et de super-vilains sans avoir à penser à une origine distincte pour chacun. Dans la préface de X-Men, L'encyclopédie, le scénariste Stan Lee explique qu'en présentant ses nouveaux personnages à super-pouvoirs comme l'étape suivante de l'évolution, il se donnait les moyens de créer un nombre arbitraire de personnages à super-pouvoirs en les catégorisant comme Homo superior.
Les mutants apparaissent dans de nombreux comics Marvel, notamment dans le premier numéro de la série X-Men en septembre 1963, qui leur est consacrée. En effet, cette série a pour héros des mutants qui consacrent leur vie à protéger le monde, principalement contre la menace représentée par des mutants criminels, en particulier le super-vilain Magneto, qui estime que les mutants ne pourraient vivre sans crainte des persécutions des hommes normaux que s'ils prenaient le contrôle du monde par la force[réf. nécessaire].

## Contexte fictionnel

### Origine
L'origine des mutations génétiques des êtres humains de l'univers Marvel date d'il y a environ un million d’années, lorsque la première Armée Céleste vint sur Terre pour faire des expérimentations génétiques sur l'être humain.
Ces expérimentations aboutirent en une divergence artificielle de trois sous genres de l’Homo sapiens : les humains, les Déviants et les Éternels. Les Déviants et les Éternels sont dotés de pouvoirs surhumains dès leur naissance, tandis que chez les humains ce potentiel restera latent, ne s'exprimant que chez quelques rares individus, en général à l'adolescence.
Au fil des siècles, de plus en plus d'êtres humains ont manifesté posséder des aptitudes surhumaines. La première d’entre eux semble être la mutante Séléné, qui est apparue lors de la préhistoire, quelque part en Europe centrale il y a environ 17 000 ans.

### Découverte du gène
C'est le docteur Moira McTaggert, une spécialiste mondiale des mutations génétiques, qui identifia la première le gène mutant, dans son centre de recherches génétiques sur l'île de Muir, en Écosse. Les mutants furent à partir de ce moment appelés Homo sapiens superior. Pour sa découverte, elle remporta un Prix Nobel.
Vingt années plus tard, tout à la fin du XXe siècle ou au début du XXIe, le docteur Henry McCoy (le Fauve) découvrit que les mutants prendraient le pas sur l'humanité, celle-ci étant condamnée à disparaître dans les quatre générations à venir. McCoy a également découvert que les humains semblent ne pas être les seuls êtres vivants à manifester des mutations entrainant des aptitudes physiques ou psychiques améliorées, car il a un jour identifié un chat mutant.

### Caractéristiques
Les mutants sont semblables aux humains, à un point près, leur(s) super-pouvoir(s), spécifique à chacun d'entre eux. Dans certains cas, leur mutation peut modifier leur aspect physique (couleur de peau, ailes dans le dos, écailles, cornes, plumes, etc.). L'explication scientifique donnée à cette différence dans l'univers Marvel est qu'elle est due à un unique gène, le « gène X », qui joue le rôle d'activateur.
Contrairement aux « humains altérés » de l'univers Marvel, qui sont des humains « normaux » ayant développé des super-pouvoirs à la suite de l'exposition à des stimuli extérieurs ou à des énergies (comme les super-héros Hulk, Spider-Man ou l'équipe des Quatre Fantastiques, voire les super-vilains Electro ou l'Homme-absorbant, entre-autres), les mutants sont des êtres dont les mutations sont acquises à la naissance, et dont les pouvoirs se manifestent typiquement à la puberté, après un choc émotionnel violent. Il existe cependant des cas où la mutation prend forme dès la naissance (par exemple avec Diablo) ou à l’âge adulte. 
- Un Homo superior peut avoir une apparence plus ou moins modifiée par sa mutation, par rapport à celle d'un humain. Par exemple, le X-man Diablo a la peau bleue et une queue, et conserve ces attributs même s'il est placé dans un champ inhibant ses pouvoirs[3]. La mutante Polaris a les cheveux verts, signe de sa mutation. Cependant, la majorité des autres mutants peut facilement passer pour des humains, tant que ceux-ci n'utilisent pas leurs pouvoirs.
- Les Homo superior ont un groupe sanguin à part[4].
- Les Homo superior étant l'étape suivant Homo sapiens dans l'évolution, il est parfaitement possible pour deux parents sapiens d'avoir un enfant superior. Dans un futur alternatif de la série X-Men (un futur différent de la continuité standard de l'univers Marvel), les humains sont testés pour déterminer si leur descendance sera mutante ou « normale » ; dans le premier cas, ils se voient interdits de procréer[5].
- Les enfants issus de mutants ont montré la capacité à hériter du pouvoir d’un ou de plusieurs de leurs parents[1]. Par exemple, Cyrène a en partie hérité des pouvoirs soniques de son père le Hurleur (avec cependant, quelques différences)[1] ; Polaris, la fille de Magnéto, a elle aussi hérité du pouvoir sur les champs magnétiques de son père.
- Dans certains cas, lorsque des membres d’une même famille se révèlent être des mutants, les pouvoirs issus de leurs mutations s’annulent. On peut citer les exemples de Cyclope et son frère Havok[1], ou encore Aurora (Jeanne-Marie Beaubier) et son frère Véga (« Northstar », Jean-Paul Beaubier).

### Mutants de niveau Oméga
Un mutant de « niveau Oméga » (Omega-level mutants) est un mutant qui possède le plus grand potentiel génétique de ses capacités mutantes. Le terme est utilisé pour la première fois dans Uncanny X-Men #208 en 1986, mais il est alors encore complètement inexpliqué au-delà de l'implication évidente de celui-ci, se référant à un niveau de pouvoir exceptionnel. Le terme n'a pas été revu jusqu'à la série limitée X-Men Forever (en), publiée en 2001.
Les capacités décrites pour des mutants dits de niveau Oméga incluent l'immortalité, la manipulation extrême de la matière ou de l'énergie, une capacité psionique ou télékinésique élevée ou le potentiel d'exister au-delà des limites de l'univers physique connu. Cependant, aucune définition claire du concept n'a été proposée dans les comics à ce jour.
Des exemples de mutants confirmés comme étant de niveau Oméga comprennent :
- Cable (Nathan Summers)[1]
- Chamber (Jonothon Starsmore)[1]
- Elixir (Joshua Foley)[1],[6]
- Emma Frost[1],[7]
- Hope Summers[1]
- Iceberg (Robert Drake)[1],[8]
- Kid Omega (Quentin Quire)[1],[9]
- Légion (David Haller)[1],[10]
- Marvel Girl (Rachel Summers)[1],[11]
- Mister M (en) (Absolon Mercator)[1]
- Phénix (Jean Grey)[1],[12]
- Psylocke (Elizabeth Braddock)[1],[13]
- le Roi d'ombre (Amahl Farouk)[1]
- Tornade (Ororo Munroe)[1]
- Vulcain (Gabriel Summers)[1]
- X-Man (Nathaniel Grey)[1]

Par ailleurs, au vu de leurs pouvoirs, les mutants Mad Jim Jaspers, Jamie Braddock (en) et la Sorcière rouge (Wanda Maximoff) sont peut-être également des mutants de niveau Oméga.

## Autour du terme
Dans les publications Marvel, les lettres « M » et « X » sont souvent utilisées par les mutants eux-mêmes en tant que signe de reconnaissance (pour se référer au mot « mutant » et au gène X), ou sont employés par le grand public comme un symbole relatif aux mutants et aux mutations au sens large. Ainsi, nombre de groupes d'êtres surhumains de cet univers comportent un X dans leur nom : les X-Men, Facteur-X (X-Factor), X-Force, etc. L'arc narratif M-Day utilise aussi cette référence.
Par ailleurs, les mutants sont souvent affublés par les humains « normaux » de sobriquets, souvent injurieux, qui rappellent leurs origines : « mutos », « monstres », « tarés génétiques », « gèneloufs ». De leur côté, certains mutants persécutés se sont aussi mis à employer des termes désignant les humains de manière négative, comme « ondes plates », « gènes plats », « vulgos », etc..